# Michael Judge
Michael Judge est un joueur professionnel de snooker de nationalité irlandaise. Il est né le 12 janvier 1975 à Dublin (Irlande). Il n'a jamais gagné un titre majeur mais a atteint les demi-finales du Grand Prix en 2004 en battant au passage Mark Williams.

## Carrière
Il s'est qualifié trois fois pour les championnats du monde. Son meilleur parcours a eu lieu lors du tournoi de 2001 où, après avoir battu Jimmy White par 10-7 au dernier tour des qualifications et John Parrott par 10-6 au premier tour, il s'inclina par 13-7 contre un autre Dubliner, Ken Doherty. L'année suivante, au premier tour, il s'incline 4-10 face au futur champion, Peter Ebdon. Il détient le record des échecs en qualifications, ayant été éliminé sept fois lors de ces phases.
Michael Judge connait davantage de réussite lors de la saison 2006-2007 en gagnant dix places au classement mondial pour atteindre la place 34, après cinq années successives de chute depuis sa meilleure place en carrière (no  24). Lors de cette saison, il atteint les huitièmes de finale de l'Open du pays de Galles puis les huitièmes de finale du Grand Prix au début de la saison 2007-2008. Il atteint de nouveau les huitièmes de finale de l'Open du pays de Galles en 2008 à Newport en battant Nigel Bond puis Graeme Dott par le même score de 5–4 avant de s'incliner par 2-5 devant Stephen Lee. Grâce à ces victoires, il rentre de nouveau dans le top 32 du classement mondial 2008-2009. Cependant, la saison suivante est plus mitigée avec deux qualifications pour les huitièmes de finale et six éliminations au premier tour. Lors de la saison 2009-2010, il se qualifie pour l'Open du pays de Galles mais perd 2-5 contre John Higgins au premier tour. Il doit quitter le circuit principal de snooker à la fin d'une saison 2010-2011  décevante.

## Palmarès
| Légende | Catégorie            | Titres | Finales |
|         | Tournois classés     | 0      | 0       |
|         | Tournois non classés | 0      | 2       |
|         | Tournois pro-am      | 0      | 0       |
|         | Tournois amateurs    | 2      | 3       |
|         | Tournois seniors     | 2      | 0       |

### Titres
| Saison    | Nom du tournoi                                          | Lieu   | Finaliste      | Score | Tableau |
| 2013      | Championnat d'Irlande amateur                           | Carlow | Robert Redmond | 8-5   |         |
| 2018      | Championnat d'Irlande amateur (2)                       | Carlow | Rodney Goggins | 6-5   |         |
| 2019-2020 | Championnat du Royaume-Uni seniors                      | Hull   | Jimmy White    | 4-2   | Tableau |
| 2023-2024 | 3e tournoi qualificatif au championnat du monde séniors | Carlow | Fergal O'Brien | 4-2   |         |

### Finales perdues
| Saison    | Nom du tournoi                                   | Lieu       | Vainqueur        | Score | Tableau |
| 2006-2007 | Championnat d'Irlande                            | Templeogue | Ken Doherty      | 4-9   |         |
| 2010-2011 | Classique d'Irlande                              | Kildare    | Fergal O'Brien   | 1-5   | Tableau |
| 2013      | Championnat du monde amateur à six billes rouges | Carlow     | Duane Jones      | 4-6   |         |
| 2014      | Championnat d'Irlande amateur                    | Carlow     | Martin McCrudden | 3-7   |         |
| 2017      | Open d'Europe amateur                            |            | Darren Morgan    | 1-4   |         |